# Kasavanahalli, Tiptur
Kasavanahalli là một làng thuộc tehsil Tiptur, huyện Tumkur, bang Karnataka, Ấn Độ.